# 켈트족
켈트족(영어: Celts [kɛlts][*])은 인도유럽어족의 한 일파인 켈트어파를 쓰는 인도유럽인을 가리킨다. 갈리아의 라틴어 켈타이(Celtae)에서 유래한 명칭이다. 또한 켈트 미술과 같은 문화적 특성이 고고학적 증거로서 발견되는 지역의 언어를 사용하는 민족도 포함하는 개념이다. 켈트족은 붉거나 금발에 땋은 머리를 하였고, 유럽 최초로 바지를 입음으로써 활동하기 좋도록 하는 지혜를 가지고 있었으며, 날개달린 투구를 썼다. 또한 로마에서 포도주를 먹을 때 켈트족은 벌써 맥주를 마시고 있었는데, 이상의 이미지는 켈트족의 트레이드 마크가 되었다. 르네 고시니의 만화 《아스테릭스》는 로마군에 맞서 싸우는 켈트족들의 이야기다. 켈트인은 금세공으로 유명하다.

## 역사
켈트족은 프랑스, 독일, 스위스, 알프스 산맥 주변에서 출현한 인도유럽인들의 일파이다. 기원전 1000년경 철기를 사용하는 켈트인이 이베리아 반도에 도래하였다. 이들은 원주민인 이베리아인과 혼혈이 되었다. 기원전 7세기경까지는 도나우 지방에서 이동해 온 켈트족이 현재의 프랑스에 해당하는 갈리아 지방에 씨족사회(氏族社會)를 형성하였다. 스키타이인이 실롱스크, 모라바와 체히를 침입하여 원주민들이 상당히 약화되자 이들을 시기하던 켈트족은 동쪽으로 이동하여 체히, 모라바, 그리고 실롱스크 일부와 상류 지역의 비스와강 유역을 점령하였다. 이로써 켈트족의 '위대한 팽창'이 시작되는데, 이 사건은 이탈리아에서 격렬한 봉기를 야기시켰다. 기원전 390년에 켈트족은 로마를 공략하고 전 국가를 공략하려고 위협하였다. 이들은 또 소아시아를 뒤흔들고, 일부 켈트 부족들은 그 곳에서 영구 거주지를 만들었는데, 이들이 후일 파울로스가 서간을 써 보냈던 갈라티아인이 되기도 하였다.
로마 제국의 확장은 대륙의 켈트족들이 로마 문화를 받아들이도록 하였다. 175년경 영국에 기독교가 상륙하면서 형성된 아일랜드와 그레이트브리튼섬의 켈트 기독교 또는 켈트 교회의 발전은 400년에서 1200년 사이에 켈트 미술의 초기 중세의 문예부흥을 이끌었고, 자연과 일상생활에서 하느님을 경험하는 켈틱 영성이라는 기독교 전통을 만들어냈다. 17세기부터 비롯된 골동품적 흥미는 “켈트”라는 용어가 확대하게 하였고 한창 떠오르던 국민주의는 19세기에 켈트어파 언어를 여전히 사용하던 지역에 켈트족을 재등장시켰다.
기원전에는 켈트족은 프랑스 알프스 주변에 형성되기 시작하였고, 인접 오스트리아, 스위스, 독일 등으로 이주하였고 프랑크족으로 통합되었다. 스코틀랜드, 아일랜드에는 순수 켈트족이 많이 거주한다. 웨일스의 켈트족은 자체 문화를 거의 대부분 잃어버리고 잉글랜드에 동화되었다. 켈트족은 고대 영국 제도 이베리아인과는 혼혈되었다. 순수 켈트족은 프랑스 북부의 브르타뉴 반도에 거주한다.

## 같이 보기
- 셀틱 FC